# Імасту
І́масту (ест. Imastu küla) — село в Естонії, у волості Тапа повіту Ляене-Вірумаа.

## Населення
Чисельність населення на 31 грудня 2011 року становила 188 осіб.

## Історія
З 1 листопада 1993 до 21 жовтня 2005 року село входило до складу волості Саксі. Лицарський маєток Імасту (нім. Mönnikorb) вперше згадується в письмових джерелах у 1447 році. Нинішня будівля була зведена у 1880-х роках за проектом майстра-будівельника Фрідріха Моді (Фрідріха Моді) з Раквере. Це еклектична, неправильна будівля з неороманськими деталями. Збереглися орнаментальні розписні стелі та кахельні печі.